# Ligne principale Muroran
La ligne principale Muroran (室蘭本線, Muroran honsen) est une ligne ferroviaire de la compagnie JR Hokkaido située sur l'île d'Hokkaidō au Japon. Elle relie la gare d'Oshamambe à la gare d'Iwamizawa. La carte sans contact Kitaca est acceptée uniquement entre les gares de Tomakomai et Numanohata.

## Histoire
- 1892 : ouverture entre Muroran (actuel Higashi-Muroran) et Iwamizawa par la compagnie Hokkaido Colliery and Railway (北海道炭礦鉄道, Hokkaidō Tankō Tetsudō?)
- 1897 : la gare de Muroran est renommée Wanishi
- 1897 : ouverture entre Wanishi et la nouvelle gare de Muroran
- 1906 : nationalisation de la compagnie
- 1909 : la section Muroran - Iwamizawa prend le nom de ligne principale Muroran (室蘭本線, Muroran honsen?)
- 1923 : ouverture entre Oshamambe et Shizukari en tant que ligne Osawa (長輪線, Osawa-sen?)
- 1925 : ouverture entre Wanishi et Datemombetsu en tant que ligne Osawa Ouest (長輪西線, Osawa sai-sen?) tandis que la ligne Osawa devient la ligne Osawa Est (長輪東線, Osawa tō-sen?)
- 1928 : ouverture entre Shizukari et Datemombetsu. Les liges Osawa Ouest et Osawa Est sont rassemblées sous le nom de ligne Osawa
- 1928 : la gare de Wanishi est renommée Higashi-Wanishi
- 1931 : intégration de la ligne Osawa dans la ligne principale Muroran. La gare de Higashi-Wanishi est renommée Higashi-Muroran
- 1949 : transfert de la ligne à la JNR
- 1987 : transfert de la ligne à la JR Hokkaido
- 2008 : introduction de la carte sans contact Kitaca entre Tomakomai et Numanohata

## Caractéristiques

### Ligne
- écartement des voies : 1 067 mm
- nombre de voies : 2 entre Oshamambe et Tōya, entre Usu et Nagawa, entre Mareppu et Mikawa, entre Yuni et Kuriyama, entre Higashi-Muroran et Muroran, 1 sur les autres tronçons
- électrification : courant alternatif 20 000 V - 50 Hz par caténaire entre Muroran et Numanohata
- vitesse maximale :
  - 120 km/h entre Oshamambe et Numanohata
  - 95 km/h entre Higashi-Muroran et Muroran
  - 85 km/h entre Numanohata et Iwamizawa

### Services et interconnexions
La ligne est empruntée par des trains locaux (omnibus) dont certains sont interconnectés avec la ligne Chitose à la gare de Numanohata, et par les trains de type Limited Express suivants :
- Hokuto : entre Oshamambe et Numanohata (provient de la ligne Hakodate et continue sur la ligne Chitose)
- Suzuran : entre Higashi-Muroran et Numanohata (continue sur la ligne Chitose)

Aucun train ne parcourt la ligne en entier.
La ligne est également empruntée par des trains de fret.

### Liste des gares
La ligne relie la gare d'Oshamambe à la gare d'Iwamizawa. Une branche partant de la gare de Higashi-Moruran permet de rejoindre la gare de Muroran.

#### Section Oshamambe - Iwamizawa
Les gares de la partie Oshamambe - Numanohata sont identifiées par la lettre H. Les autres gares ne sont pas numérotées à l'exception des gares de correspondances.
| Numéro | Gare            | Nom japonais | Distance (km) | Correspondances                                | Localisation | Localisation               |
| ------ | --------------- | ------------ | ------------- | ---------------------------------------------- | ------------ | -------------------------- |
| H47    | Oshamambe       | 長万部       | 0             | JR Hokkaido : Hakodate (interconnexion)        | Oshamanbe    | Sous-préfecture d'Oshima   |
| H46    | Shizukari       | 静狩         | 10,6          |                                                | Oshamanbe    | Sous-préfecture d'Oshima   |
| H45    | Koboro          | 小幌         | 17,5          |                                                | Toyoura      | Sous-préfecture d'Iburi    |
| H44    | Rebun (ja)      | 礼文         | 23,6          |                                                | Toyoura      | Sous-préfecture d'Iburi    |
| H43    | Ōkishi          | 大岸         | 27,7          |                                                | Toyoura      | Sous-préfecture d'Iburi    |
| H42    | Toyoura         | 豊浦         | 36,1          |                                                | Toyoura      | Sous-préfecture d'Iburi    |
| H41    | Tōya            | 洞爺         | 41,5          |                                                | Tōyako       | Sous-préfecture d'Iburi    |
| H40    | Usu             | 有珠         | 46,6          |                                                | Date         | Sous-préfecture d'Iburi    |
| H39    | Nagawa          | 長和         | 51,5          |                                                | Date         | Sous-préfecture d'Iburi    |
| H38    | Datemombetsu    | 伊達紋別     | 54,5          |                                                | Date         | Sous-préfecture d'Iburi    |
| H37    | Kita-Funaoka    | 北舟岡       | 57,4          |                                                | Date         | Sous-préfecture d'Iburi    |
| H36    | Mareppu         | 稀府         | 60,6          |                                                | Date         | Sous-préfecture d'Iburi    |
| H35    | Kogane          | 黄金         | 65,1          |                                                | Date         | Sous-préfecture d'Iburi    |
| H34    | Sakimori        | 崎守         | 67,3          |                                                | Muroran      | Sous-préfecture d'Iburi    |
| H33    | Moto-Wanishi    | 本輪西       | 72,7          |                                                | Muroran      | Sous-préfecture d'Iburi    |
| H32    | Higashi-Muroran | 東室蘭       | 77,2          | JR Hokkaido : Muroran branche (interconnexion) | Muroran      | Sous-préfecture d'Iburi    |
| H31    | Washibetsu      | 鷲別         | 79,1          |                                                | Noboribetsu  | Sous-préfecture d'Iburi    |
| H30    | Horobetsu       | 幌別         | 86,8          |                                                | Noboribetsu  | Sous-préfecture d'Iburi    |
| H29    | Tomiura         | 富浦         | 92,3          |                                                | Noboribetsu  | Sous-préfecture d'Iburi    |
| H28    | Noboribetsu     | 登別         | 94,7          |                                                | Noboribetsu  | Sous-préfecture d'Iburi    |
| H27    | Kojōhama        | 虎杖浜       | 98,1          |                                                | Shiraoi      | Sous-préfecture d'Iburi    |
| H26    | Takeura         | 竹浦         | 102,9         |                                                | Shiraoi      | Sous-préfecture d'Iburi    |
| H25    | Kita-Yoshihara  | 北吉原       | 105,7         |                                                | Shiraoi      | Sous-préfecture d'Iburi    |
| H24    | Hagino          | 萩野         | 107,8         |                                                | Shiraoi      | Sous-préfecture d'Iburi    |
| H23    | Shiraoi         | 白老         | 113,6         |                                                | Shiraoi      | Sous-préfecture d'Iburi    |
| H22    | Shadai          | 社台         | 119,1         |                                                | Shiraoi      | Sous-préfecture d'Iburi    |
| H21    | Nishikioka      | 錦岡         | 125,4         |                                                | Tomakomai    | Sous-préfecture d'Iburi    |
| H20    | Itoi            | 糸井         | 130,6         |                                                | Tomakomai    | Sous-préfecture d'Iburi    |
| H19    | Aoba            | 青葉         | 132,8         |                                                | Tomakomai    | Sous-préfecture d'Iburi    |
| H18    | Tomakomai       | 苫小牧       | 135,2         | JR Hokkaido : Hidaka                           | Tomakomai    | Sous-préfecture d'Iburi    |
| H17    | Numanohata      | 沼ノ端       | 144,0         | JR Hokkaido : Chitose (interconnexion)         | Tomakomai    | Sous-préfecture d'Iburi    |
|        | Toasa           | 遠浅         | 152,9         |                                                | Abira        | Sous-préfecture d'Iburi    |
|        | Hayakita        | 早来         | 158,3         |                                                | Abira        | Sous-préfecture d'Iburi    |
|        | Abira           | 安平         | 164,0         |                                                | Abira        | Sous-préfecture d'Iburi    |
| K15    | Oiwake          | 追分         | 170,8         | JR Hokkaido : Sekishō                          | Abira        | Sous-préfecture d'Iburi    |
|        | Mikawa          | 三川         | 178,8         |                                                | Yuni         | Sous-préfecture de Sorachi |
|        | Furusan         | 古山         | 182,2         |                                                | Yuni         | Sous-préfecture de Sorachi |
|        | Yuni            | 由仁         | 186,4         |                                                | Yuni         | Sous-préfecture de Sorachi |
|        | Kuriyama        | 栗山         | 191,5         |                                                | Kuriyama     | Sous-préfecture de Sorachi |
|        | Kurioka         | 栗丘         | 195,7         |                                                | Iwamizawa    | Sous-préfecture de Sorachi |
|        | Kurisawa        | 栗沢         | 199,6         |                                                | Iwamizawa    | Sous-préfecture de Sorachi |
|        | Shibun          | 志文         | 203,9         |                                                | Iwamizawa    | Sous-préfecture de Sorachi |
| A13    | Iwamizawa       | 岩見沢       | 211,0         | JR Hokkaido : Hakodate                         | Iwamizawa    | Sous-préfecture de Sorachi |

#### Section Higashi-Muroran - Muroran (branche)
Les gares situées sur la branche sont identifiées par la lettre M.
| Numéro | Gare            | Nom japonais | Distance (km) | Correspondances                                         | Localisation | Localisation            |
| ------ | --------------- | ------------ | ------------- | ------------------------------------------------------- | ------------ | ----------------------- |
| H32    | Higashi-Muroran | 東室蘭       | 0             | JR Hokkaido : Muroran ligne principale (interconnexion) | Muroran      | Sous-préfecture d'Iburi |
| M33    | Wanishi         | 輪西         | 2,3           |                                                         | Muroran      | Sous-préfecture d'Iburi |
| M34    | Misaki (ja)     | 御崎         | 4,2           |                                                         | Muroran      | Sous-préfecture d'Iburi |
| M35    | Bokoi           | 母恋         | 5,9           |                                                         | Muroran      | Sous-préfecture d'Iburi |
| M36    | Muroran         | 室蘭         | 7,0           |                                                         | Muroran      | Sous-préfecture d'Iburi |

## Matériel roulant

### Limited Express

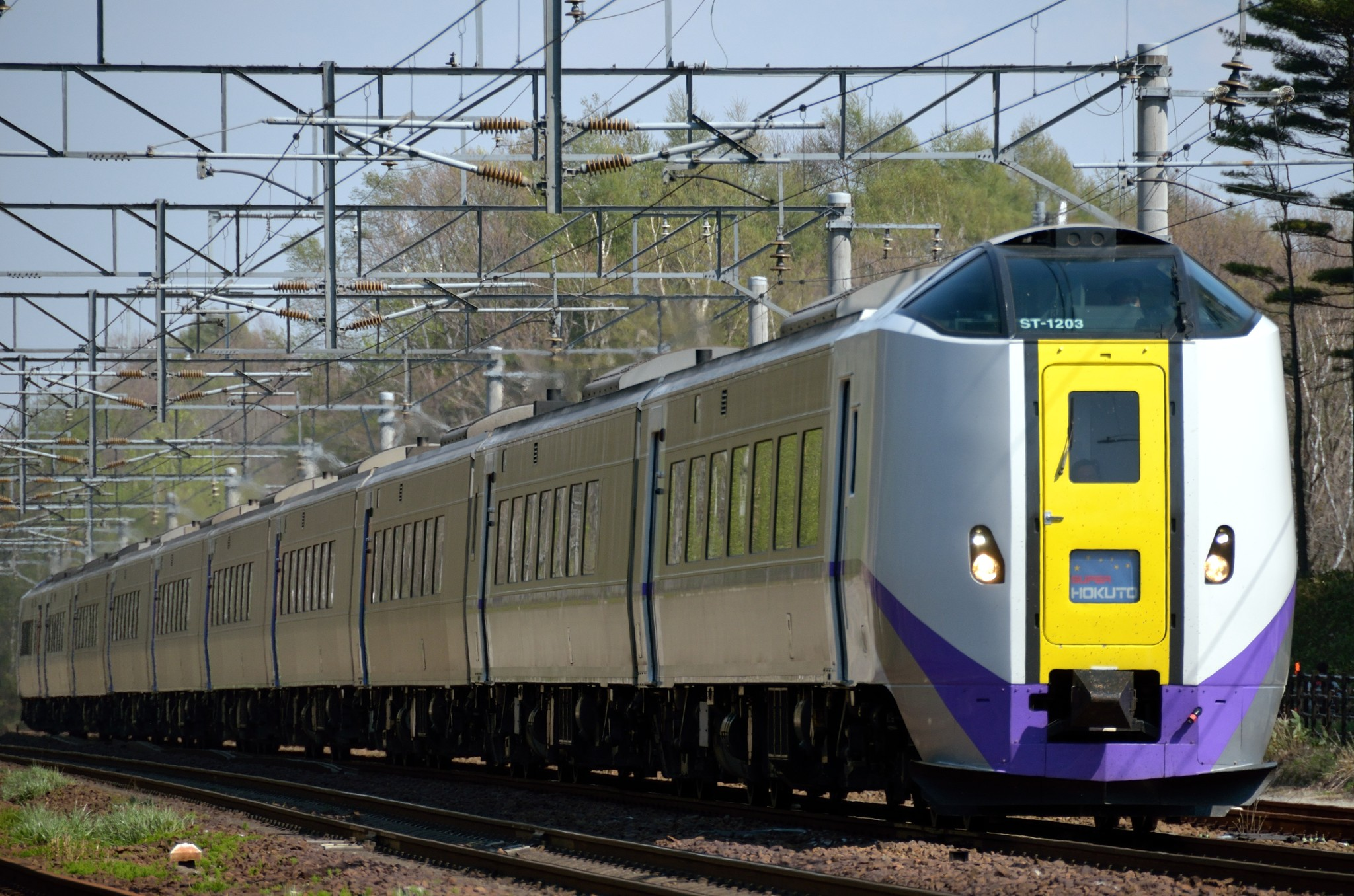
Série KiHa 261 (Hokuto)
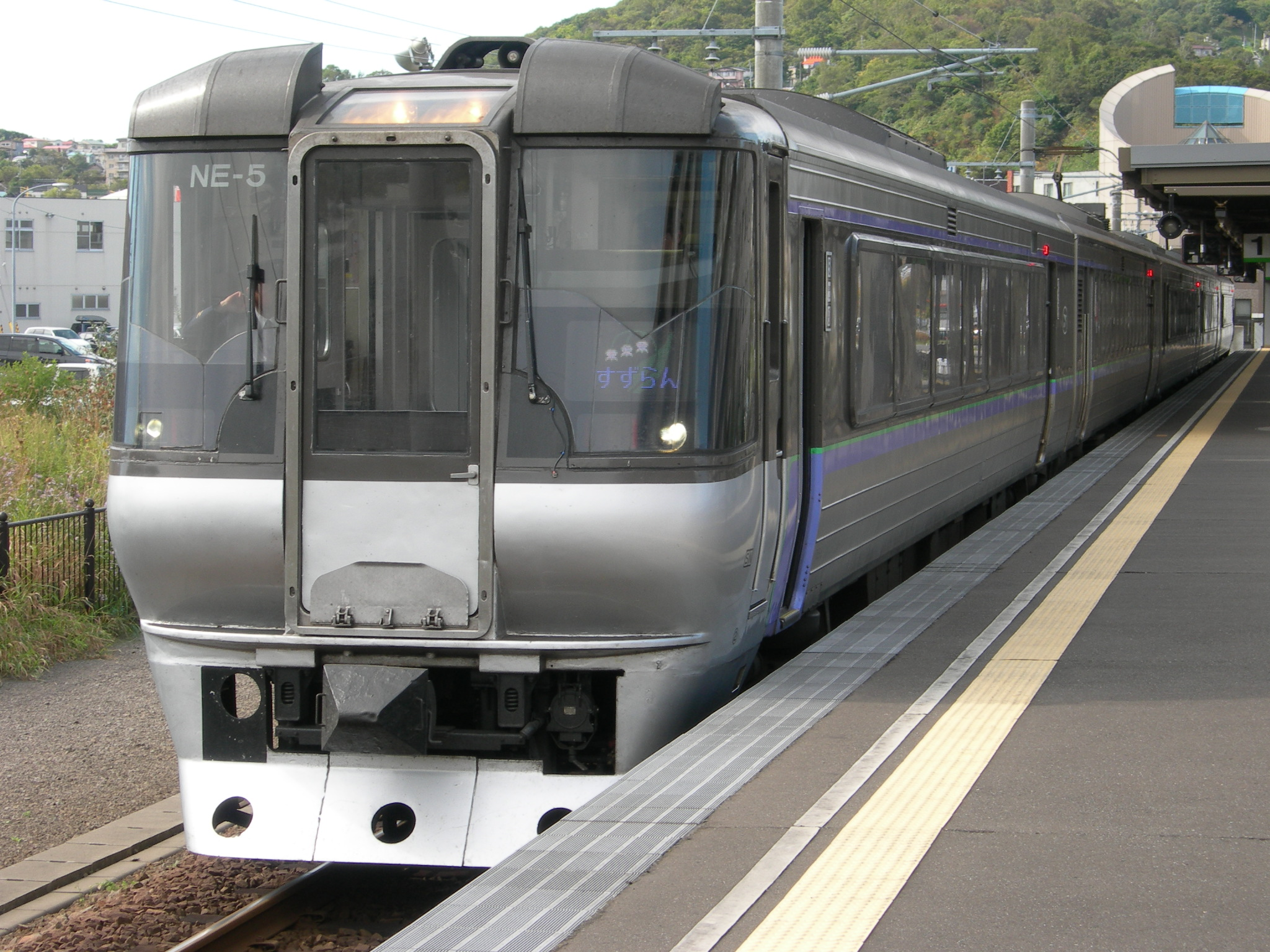
Série 785 (Suzuran)
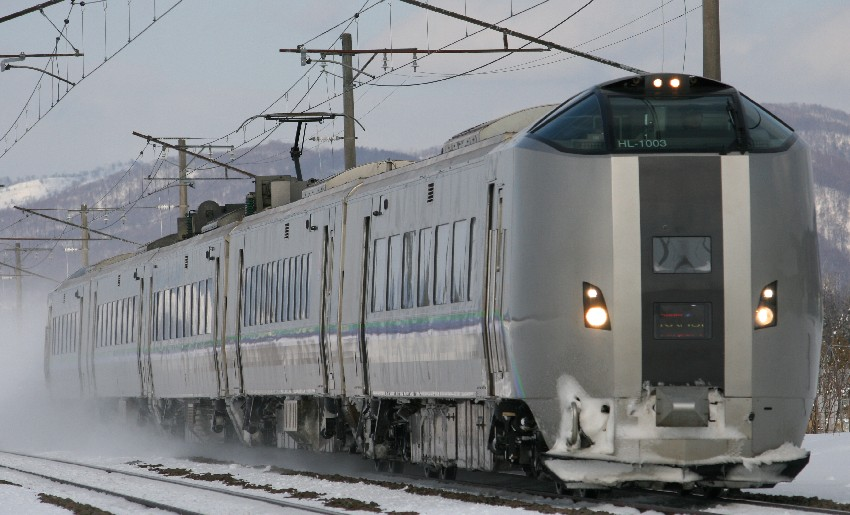
Série 789-1000 (Suzuran)

### Omnibus

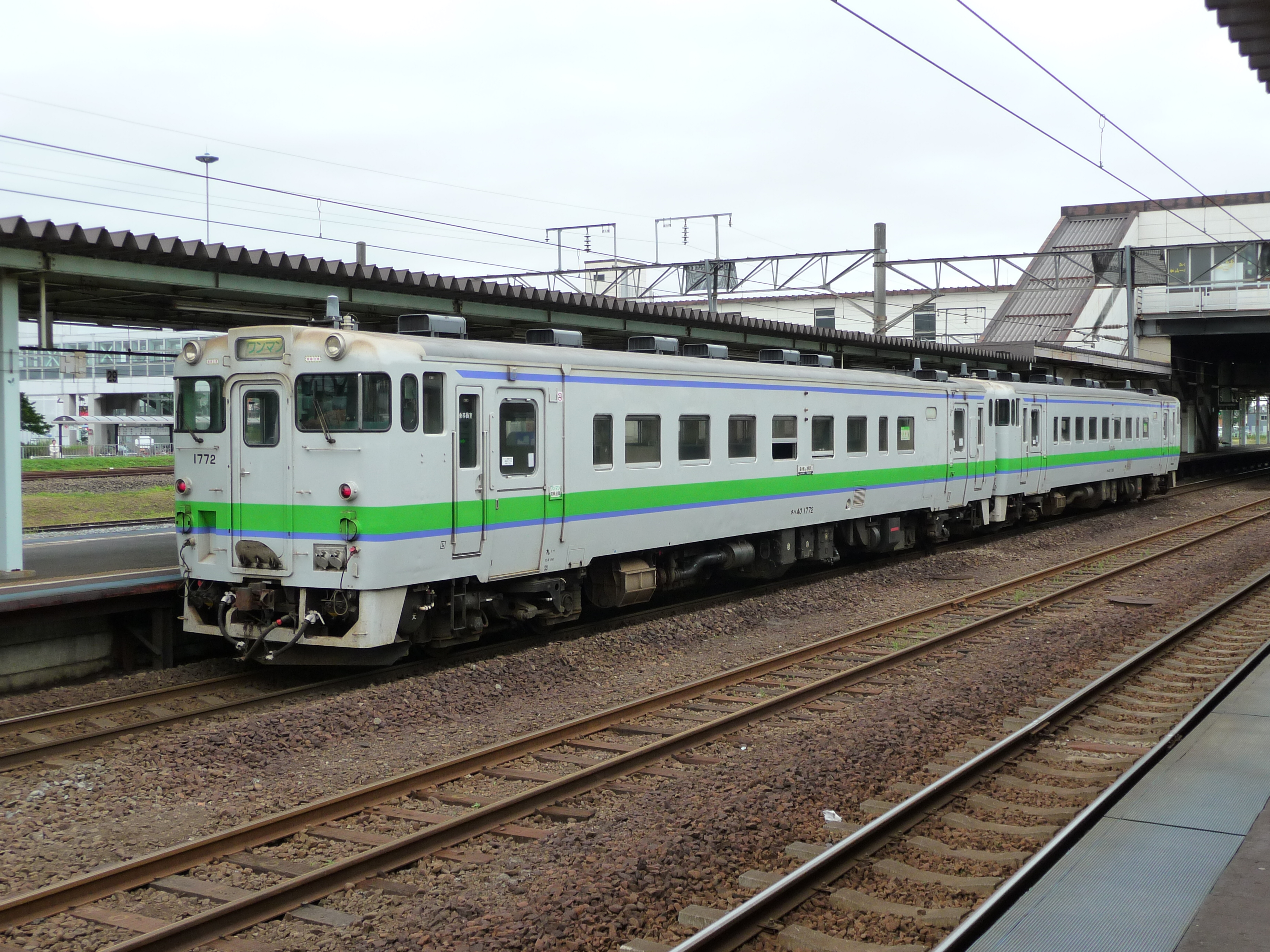
Série KiHa 40
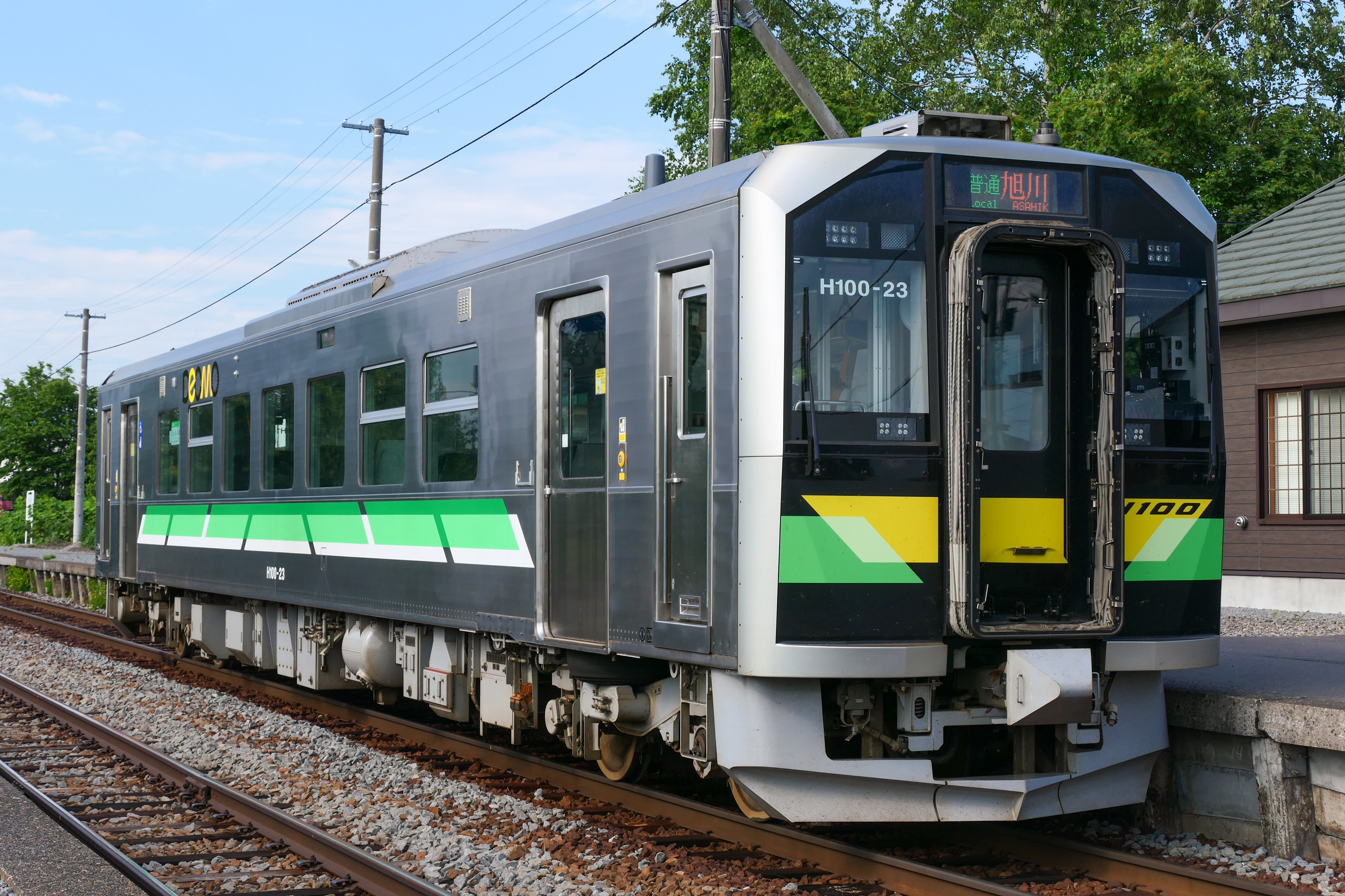
Série H100
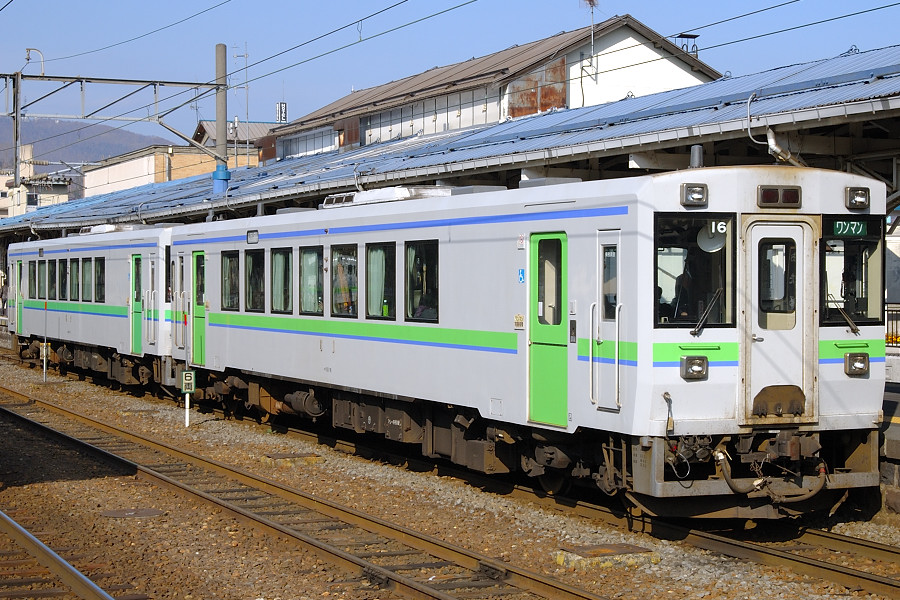
Série KiHa 150

Les trains de séries 721, 731, 733 et 735 en provenance de la ligne Chitose ne circulent qu'entre Tomakomai et Numanohata.